# Tyne y Wear
Tyne y Wear (en inglés: Tyne and Wear, pronunciado /ˌtaɪn ənd ˈwɪə/) es uno de los cuarenta y siete condados de Inglaterra, Reino Unido, con capital en Newcastle. Ubicado en la región Nordeste limita al oeste y norte con Northumberland, al este con el mar del Norte y al sur con Durham. Comprende la zona de los estuarios de los ríos Tyne y Wear.
Se divide en los siguientes distritos metropolitanos, todos ellos con el estatus de municipio: South Tyneside, North Tyneside, Newcastle upon Tyne, Gateshead y Sunderland. En 1986 el concejo del condado quedó abolido y muchas de sus competencias pasaron a los distritos metropolitanos. El condado ceremonial aún existe y sigue siendo una entidad legal.
Fue creado a partir del condado de Northumberland en 1974 por la reorganización del gobierno local.

## Identidad
El condado atraviesa la frontera tradicional entre Northumberland y el condado de Durham: el río Tyne. Newcastle upon Tyne y North Tyneside están al norte de esta frontera mientras que Gateshead, Sunderland y South Tyneside están al sur.
Algunas organizaciones no utilizan Tyne y Wear, sino que siguen refiriéndose a las fronteras tradicionales. Esto incluye especialmente a los grupos que analizan la vida salvaje y biológica, para los que es importante la estabilidad de las fronteras para el mantenimiento de registros a largo plazo.
El río sirvió también como frontera en 1883 cuando el Parlamento creó la diócesis de Newcastle de la Iglesia de Inglaterra, substituyendo a la antigua diócesis de Durham.

## Ciudades destacadas
- Newcastle upon Tyne
- Gateshead
- Sunderland

## Patrimonio
- El Muro de Adriano;
- el castillo de Tynemouth;
- el puente del milenio de Gateshead;
- el Ángel del Norte en Gateshead